# Jaroniów
Jaroniów (niem. Jernau, cz. Jaronov) – dawna wieś, położona na prawym, południowym brzegu Psiny, obecnie część miasta Baborów w Polsce w województwie opolskim, w powiecie głubczyckim, w gminie Baborów. Do miasta przyłączony został w 1928.

## Historia
Historycznie miejscowość leży na tzw. polskich Morawach, czyli na obszarze dawnej diecezji ołomunieckiej. Początkowo z Baborowem należała do morawskiego księstwa opawskiego, którego terytorium co najmniej od końca XV wieku było już uważane za część Górnego Śląska.
Po wojnach śląskich znalazła się w granicach Prus i powiatu głubczyckiego. Językowo miejscowość była wymieszana i zarówno pod wpływem polsko-śląskiego dialektu sułkowskiego jak i pobliskiego laskojęzycznego Baborowa, np. w 1910 po polsku mówiło 64% a po czesku 11% mieszkańców. Pomimo tego identyfikowali się oni w większości jako Morawcy. Przyłączenie do Baborowa nastąpiło w 1928. Po drugiej wojnie światowej Morawców uznano za ludność polską i pozwolono im pozostać. Po 1956 nastąpiła fala emigracji do Niemiec.
Stąd pochodził Carl Ulitzka.